# Pavan Sukhdev
Pavan Sukhdev, né le 30 mars 1960 à Delhi, est un économiste indien.
Pavan Sukhdev, en 2017, succède à Yolanda Kakabadse à la présidence du WWF International. 